# Estado de Buenos Aires
O Estado de Buenos Aires (Estado de Buenos Ayres) foi uma república separatista resultante da derrubada do governo da Confederação Argentina, na província de Buenos Aires, em 11 de setembro de 1852. O Estado de Buenos Aires nunca foi reconhecido pela Confederação ou por nações estrangeiras; manteve-se, no entanto, nominalmente independente, sob seu próprio governo e constituição. Buenos Aires voltou à Confederação Argentina, após sua vitória na Batalha de Pavón em 1861.